# Ubisoft Annecy
Ubisoft Annecy — компания, специализирующаяся на разработке компьютерных игр; дочерняя компания Ubisoft — издателя и разработчика игр. Основана в 2002 году как Ubi Soft Annecy Studios и находится в городе Анси (Франция).
Основная специализация — совместная разработка игр для всех ключевых платформ и портирование (перенос) уже разработанных проектов.

## Разработанные игры
- 2004 — Tom Clancy's Splinter Cell: Pandora Tomorrow (только многопользовательский режим)
- 2006 — Tom Clancy's Splinter Cell: Double Agent (только многопользовательский режим)
- 2008 — Dark Messiah of Might and Magic: Elements (совместная разработка с Arkane Studios)
- 2009 — Assassin's Creed II (совместная разработка)
- 2011 — Assassin’s Creed: Revelations (совместная разработка)
- 2016 — Steep
- 2021 — Riders Republic